# Newborn (együttes)
A Newborn egy budapesti hardcore/metal együttes volt. A zenekar 1998 és 2002 között tevékenykedett a stílus egyik legismertebb magyar képviselőjeként. A zenekarnak nagylemeze nem jelent meg. A kiadott mini-albumokat CD formájában kisebb független kiadók terjesztették külföldön.
Búcsúkoncertjüket a gödöllői Trafó Klubban 2002. október 18-án tartották. Az utolsó felállásból Jakab Zoltán énekes és Fellegi Ádám dobos a Bridge To Solace-ben folytatta, Szalkai Tibor és Nagy Gábor gitárosok, valamint Ács Máté basszer a The Idoru létrehozásában vett részt. Szalkai Tibor egyúttal a Blind Myselfhez is csatlakozott.
2008. október 25-én a budapesti Dürer Kertben jótékonysági koncertet adtak egy jóbarátjuk megsegítésére, a Burning Inside, a The Taktika, a Fallen Into Ashes, a Hold X True, a Penalty Kick, a Zero Tolerance és a Spadeful of Dust zenekarok társaságában.

## Tagok
- Jakab Zoltán - ének
- Fellegi Ádám - dobok
- Szalkai Tibor - gitár
- Ács Máté - basszusgitár
- Nagy Gábor - gitár (2000-2002)
- Németh Szabolcs - gitár (1999-2000)

## Diszkográfia
- Darkened Room (EP, 1999)
- In These Desperate Days...We Still Strive for Freedom (EP, 2000)
- Newborn & Catharsis - Ready to Leave, Ready to Live (split, 2001)

## Külső hivatkozások
- A búcsúkoncerten készült koncertképek